# Rhinecanthus abyssus
Rhinecanthus abyssus là một loài cá biển thuộc chi Rhinecanthus trong họ Cá bò da. Loài này được mô tả lần đầu tiên vào năm 1989.

## Từ nguyên
Tính từ định danh abyssus bắt nguồn từ ἄβῠσσος (ábussos) trong tiếng Hy Lạp cổ đại có nghĩa là "sâu thẳm, vô biên", hàm ý đề cập đến việc loài cá này được tìm thấy ở độ sâu khá lớn (đến 150 m).

## Phạm vi phân bố và môi trường sống
Do sống ở vùng nước sâu mà R. abyssus ít được bắt gặp. Ban đầu, loài này chỉ được phát hiện tại quần đảo Ryukyu (Nhật Bản), hơn 30 năm sau chúng mới được ghi nhận thêm tại đảo Ishigaki (thuộc quần đảo Yaeyama). Trước đó, R. abyssus lần đầu tiên được phát hiện ở độ sâu hơn 75 m ngoài khơi đảo Sulawesi (Indonesia), góp phần mở rộng phạm vi của loài này hơn về phía nam.
Các mẫu vật của R. abyssus được thu thập ở độ sâu trong khoảng 120–150 m.

## Mô tả
Chiều dài tiêu chuẩn lớn nhất đo được ở R. abyssus là 16,7 cm. Thân trên màu xám nâu, nhạt dần trở xuống và trắng ở bụng. Một đốm đen lớn quanh hậu môn. Cuống đuôi có vạch đen viền trắng xanh bao quanh. Một sọc nâu đen băng qua mắt, xuống gốc vây ngực. Phía trên mắt có 3 vạch đen ngắn. Gốc vây ngực có đốm đen, viền dải vòng cung màu vàng. Vây lưng trước sẫm nâu. Vây lưng sau, vây hậu môn và vây ngực màu trắng nhạt; dọc gốc vây lưng sau có dải nâu. Vây đuôi màu vàng phía trước, trắng ở sau.
So với Rhinecanthus cinereus, loài có kiểu hình giống R. abyssus nhất, R. abyssus có đốm ở hậu môn lớn hơn đáng kể và thiếu đường vòng cung trắng ở thân sau (gần cuống đuôi).
Số gai ở vây lưng: 3; Số tia vây ở vây lưng: 22–23; Số gai ở vây hậu môn: 0; Số tia vây ở vây hậu môn: 20; Số tia vây ở vây ngực: 13.